# سسیل نسبیت
سسیل جیمز نسبیت (به انگلیسی: Cecil James Nesbitt) (زاده ۱۰ اکتبر ۱۹۱۲ در اونتاریو-درگذشته ۲۲ اکتبر ۲۰۰۱) ریاضیدان اهل کانادا بود.
او در دانشگاه تورنتو زیر سرپرستی ریشارد براوئر در سال ۱۹۳۷ با رساله ای با نام «درباره نمایشهای منظم جبرها» درجه دکتری را به دست آورد. سپس با توصیه براوئر به موسسه مطالعات پیشرفته در پرینستون و پس از آن به دانشگاه میشیگان رفت. او در آغاز به جبر دلبسته بود و افزون بر مقاله های بسیار در این زمینه به همراه امیل آرتین کتابی درباره حلقه های آرتینی نوشت. سپس به ریاضیات بیمه علاقه‌مند شد و در این زمینه دستاوردهای فراوانی از خور به جای گذاشت. او همچنین به عنوان مشاور مالی در دانشگاه میشیگان سرگرم به کار بود.